# Justus von Olshausen

Justus von Olshausen

Philipp Justus von Olshausen (* 10. April 1844 in Kiel; † 15. März 1924 in Wernigerode) war ein deutscher Rechtswissenschaftler sowie Oberreichsanwalt und Senatspräsident am Reichsgericht. Sein Kommentar zum Reichsstrafgesetzbuch war der führende Gesetzeskommentar im Kaiserreich.

## Leben
Justus Olshausen studierte in Berlin, Göttingen und Heidelberg.
1866 trat er als Auskultator in den preußischen Justizdienst ein. 1867 promovierte er in Berlin. 1871 wurde er Gerichtsassessor. 1873 wurde er Gehilfe des Staatsanwalts in Königsberg. 1875 war er Obergerichtsassessor und Substitut beim Kronanwalt in Celle. 1878 kam er als Kreisrichter nach Cottbus. 1879 wurde er zum Landrichter befördert und kam als Hilfsarbeiter in das Justizministerium. 1880 wurde Olshausen Schriftführer in der Immediatkommission für die Militärstrafgerichtsordnung. 1885 wurde er Landgerichtsdirektor in Schneidemühl. 1887 wurde er zum Kammergerichtsrat befördert und er unterrichtete als Dozent an der Forstakademie Eberswalde. 1890 kam er an das Reichsgericht in den II. Strafsenat. 1899 wurde er zum Oberreichsanwalt ernannt. Er war Mitglied der ständigen Deputation des Deutschen Juristentages von 1898 bis 1912. Ab 1906 war er deren Präsident.
Olshausen war der Ankläger im Hochverratsprozess gegen Karl Liebknecht im Oktober 1907. Der preußische Kriegsminister Karl von Einem regte am 17. April beim Oberreichsanwalt Olshausen eine Anklage gegen Karl Liebknecht wegen Vorbereitung zum Hochverrat an. Angeklagt wurde Liebknecht wegen der im Februar 1907 erschienenen Broschüre Militarismus und Antimilitarismus unter besonderer Berücksichtigung der internationalen Jugendbewegung. Dabei zitierte Olshausen zum Teil wörtlich aus dem Antrag des Kriegsministers für die Anklageschrift. Am 12. Oktober 1907 wurde Liebknecht zu anderthalb Jahren Festungshaft verurteilt. Olshausen hatte zwei Jahre Zuchthaus beantragt.
Danach kam Olshausen wieder an das Reichsgericht und wurde zum Präsidenten des III. Strafsenats des Reichsgerichts ernannt. Zugleich war er Mitglied des Disziplinarhofs. 1910 trat er in den Ruhestand. 1913 wurde ihm der erbliche Adel verliehen.
Justus von Olshausen starb 1924 im Alter von 79 Jahren in Wernigerode und wurde auf dem Alten St.-Matthäus-Kirchhof in Berlin-Schöneberg beigesetzt. Das Grab ist nicht erhalten geblieben.

## Familie
Der Orientalist Justus Olshausen (1800–1882) war sein Vater. Brüder Olshausens waren der Gynäkologe Robert von Olshausen (1835–1915) und der Chemiker und Prähistoriker Otto Olshausen (1840–1922). 1875 heiratete er in Frankfurt an der Oder Adele Nessel (1856–1942), die Tochter von Theodor Nessel (1814–1904), Senatspräsident am Kammergericht. Er hatte zwei Söhne, Theodor von Olshausen (1877–1930), Direktoriumspräsident der Reichsversicherungsanstalt für Angestellte, und Waldemar von Olshausen (1879–1959), Germanist.

## Kommentar
Sein 1880 erstmals erschienener Kommentar zum Strafgesetzbuch war das Standardwerk im Kaiserreich. Ab der 11. Auflage 1927 wurde der Kommentar zweibändig herausgegeben und von Karl Lorenz, Hans Freiesleben, Emil Niethammer, Georg Gutjahr bearbeitet. Zu seinen Lebzeiten hatte der Kommentar zehn Auflagen.
1936 wurde mit der Indizierung der „jüdischen“ Rechtsliteratur ernst gemacht. Ein erstes „Verzeichnis juristischer und nationalökonomischer Schriften jüdischer Autoren“ wurde herausgegeben. Dem Verlag unterlief ein schwerwiegender Fehler: Olshausen wurde dort denunziert, jüdischer Herkunft zu sein. Keine zwei Wochen nach der Auslieferung ordnete „Reichsrechtsführer“ Hans Frank am 30. November 1936 an, dieses Verzeichnis aus dem Buchhandel zu entfernen, obwohl sich der Verlag öffentlich und bei der Familie entschuldigt hat. Es wird vermutet, dass es sich um einen Vorwand handelte, um ein anvisiertes Konkurrenzprodukt zu schützen. 1942 erschien das Werk in seiner 12. Auflage. Einer der Mitautoren des Strafrechtskommentars ab 1942 war Max Hörchner, späterer Senatspräsident am Bundesgerichtshof.

## Ehrungen
- 1909 Wirklicher Geheimer Rat
- Eisernes Kreuz II. Klasse
- Stern zum Roten Adlerorden II. Klasse mit Eichenlaub.